# Olympische Sommerspiele 2000/Teilnehmer (Bulgarien)
| Gelbes Symbol für Goldmedaillen mit stilisierten Olympischen Ringen | Graues Symbol für Silbermedaillen mit stilisierten Olympischen Ringen | Braundes Symbol für Bronzemedaillen mit stilisierten Olympischen Ringen |
| ------------------------------------------------------------------- | --------------------------------------------------------------------- | ----------------------------------------------------------------------- |
| 5                                                                   | 6                                                                     | 2                                                                       |

Bulgarien nahm an den Olympischen Sommerspielen 2000 in der australischen Metropole Sydney mit 91 Athleten, 39 Frauen und 52 Männern, in 16 Sportarten teil.
Seit 1896 war es die 16. Teilnahme des europäischen Staates an Olympischen Sommerspielen.

## Flaggenträger
Der Ruderer Iwo Janakiew trug die Flagge Bulgariens während der Eröffnungsfeier im Stadium Australia.

## Medaillengewinner
Mit fünf Gold-, sechs Silber- und zwei Bronzemedaillen belegte das bulgarische Team Platz 16 im Medaillenspiegel.

### Gold
| Name             | Sportart       | Wettkampf                                 |
| ---------------- | -------------- | ----------------------------------------- |
| Galabin Bojewski | Gewichtheben   | Leichtgewicht                             |
| Marija Grosdewa  | Schießen       | Frauen, Sportpistole 25 m                 |
| Tanju Kirjakow   | Schießen       | Freie Pistole 50 m                        |
| Teresa Marinowa  | Leichtathletik | Frauen, Dreisprung                        |
| Armen Nasarjan   | Ringen         | Griechisch-römischer Stil (Bantamgewicht) |

### Silber
| Name             | Sportart     | Wettkampf                  |
| ---------------- | ------------ | -------------------------- |
| Petar Merkow     | Kanu         | Einer-Kajak 500 m          |
| Petar Merkow     | Kanu         | Einer-Kajak 1000 m         |
| Serafim Barzakow | Ringen       | Freier Stil (Federgewicht) |
| Rumjana Nejkowa  | Rudern       | Frauen, Einer              |
| Georgi Markow    | Gewichtheben | Leichtgewicht              |
| Alan Tsagajew    | Gewichtheben | Schwergewicht              |

### Bronze
| Name             | Sportart    | Wettkampf |
| ---------------- | ----------- | --------- |
| Jordan Jowtschew | Gerätturnen | Boden     |
| Jordan Jowtschew | Gerätturnen | Ringe     |

## Teilnehmer nach Sportarten

### Badminton
- Diana Kolewa
Frauen, Doppel: 17. Platz

- Neli Botewa
Frauen, Einzel: 17. Platz
Frauen, Doppel: 17. Platz

- Mihail Popov
Einzel: 17. Platz
Doppel: 17. Platz

- Svetoslav Stoyanov
Einzel: 9. Platz
Doppel: 17. Platz

### Boxen
- Emil Krastew
Halbschwergewicht : 17. Platz

- Juri Mladenow
Federgewicht: 9. Platz

- Dmitrij Ussagin
Halbmittelgewicht: 17. Platz

### Gewichtheben
- Galabin Bojewski
Leichtgewicht: Gold

- Georgi Markow
Leichtgewicht: Silber

- Alan Tsagajew
Schwergewicht: Silber

- Isabela Dragnewa
Frauen, Fliegengewicht: AC

- Iwan Iwanow
Bantamgewicht: AC

- Daniela Kerkelowa
Frauen, Leichtschwergewicht: 5. Platz

- Sewdalin Mintschew
Federgewicht: AC

- Donka Mintschewa
Frauen, Fliegengewicht: AC

- Milena Trendafilowa
Frauen, Leichtschwergewicht: 4. Platz

### Judo
- Zwetana Boschilowa
Frauen, Schwergewicht: AC

- Georgi Georgiew
Halbleichtgewicht: 13. Platz

### Kanu
- Petar Merkow
Einer-Kajak, 500 Meter: Silber 
Einer-Kajak, 1000 Meter: Silber

- Nikolaj Buchalow
Einer-Kajak, 500 Meter: 9. Platz
Einer-Kajak, 1000 Meter: 8. Platz

- Marijan Dimitrow / Dimitar Iwanow
Zweier-Kajak, 1000 Meter: 8. Platz

- Milko Kasanow / Petar Sibinkić
Zweier-Kajak, 500 Meter: 8. Platz

- Petar Merkow / Milko Kasanow / Petar Sibinkić / Jordan Jordanow
Vierer-Kajak, 1000 Meter: 5. Platz

### Leichtathletik
- Teresa Marinowa
Frauen, Dreisprung: Gold

- Nikolaj Atanassow
Weitsprung: 30. Platz in der Qualifikation

- Petar Datschew
Weitsprung: 11. Platz

- Rostislaw Dimitrow
Dreisprung: 9. Platz

- Marija Dimitrowa
Frauen, Dreisprung: 16. Platz in der Qualifikation

- Swetla Dimitrowa
Frauen, 100 Meter Hürden : 6. Platz

- Ilija Dschiwondow
400 Meter: 8. Platz
400 Meter Hürden: 8. Platz

- Ilijan Efremow
Stabhochsprung: 22. Platz in der Qualifikation

- Monika Gatschewska
Frauen, 200 Meter: 8. Platz

- Daniela Georgiewa
Frauen, 400 Meter: 6. Platz

- Christina Georgiewa
Frauen, Speerwurf: 28. Platz in der Qualifikation

- Christina Kaltschewa
Frauen, Hochsprung: AC in der Qualifikation

- Tanja Kolewa-Stefanowa
Frauen, Stabhochsprung: AC in der Qualifikation

- Eleonora Miluschewa
Frauen, Hochsprung: 13. Platz

- Petja Pendarewa
Frauen, 100 Meter: 4. Platz

- Iwajlo Russenow
Dreisprung: 22. Platz in der Qualifikation

- Petko Stefanow
Marathon: 60. Platz

- Wenelina Wenewa-Mateewa
Frauen, Hochsprung: 9. Platz

- Schiwko Widenow
110 Meter Hürden: AC

- Petko Jankow
100 Meter: 7. Platz

- Daniela Jordanowa
Frauen 5000 Meter: 10. Platz

- Anelija Jordanowa-Kumanowa
Hammerwurf: 26. Platz in der Qualifikation

### Moderner Fünfkampf
- Zanko Chantow
Einzel: 23. Platz

### Reiten
- Samantha McIntosh
Springreiten, Einzel: AC
Springreiten, Mannschaft: 13. Platz

- Günter Orschel
Springreiten, Einzel: 57. Platz in der Qualifikation
Springreiten, Mannschaft: 13. Platz

- Rossen Rajtschew
Springreiten, Einzel: 20. Platz
Springreiten, Mannschaft: 13. Platz

### Rhythmische Sportgymnastik
- Gabriela Atanassowa / Schaneta Iliewa / Proletina Kaltschewa / Eleonora Keschowa / Galina Marinowa / Kristina Rangelowa
Frauen, Mannschaft: 7. Platz

- Iwa Tepeschanowa
Frauen, Einzel: 15. Platz in der Qualifikation

### Ringen
- Armen Nasarjan
Bantamgewicht, Griechisch-römischer Stil: Gold

- Serafim Barzakow
Federgewicht, Freistil: Silber

- Petar Kassabow
Weltergewicht, Freistil: 15. Platz

- Krassimir Kotschew
Superschwergewicht, Freistil: 12. Platz

- Ali Mollow
Schwergewicht, Griechisch-römischer Stil: 19. Platz

- Sergei Mureico
Superschwergewicht, Griechisch-römischer Stil: 19. Platz

- Plamen Paskalew
Mittelgewicht, Freistil: 16. Platz

- Iwan Zonow
Bantamgewicht, Freistil: 19. Platz

### Rudern
- Rumjana Nejkowa
Frauen, Einer: Silber

- Wiktorija Dimitrowa / Margarita Petrowa
Frauen, Leichtgewichts-Doppelzweier: 12. Platz

- Iwo Janakiew
Einer: 5. Platz

### Schießen
- Marija Grosdewa
Frauen, Luftpistole 10 Meter: 38. Platz
Frauen, Sportpistole 25 Meter: Gold

- Tanju Kirjakow
Luftpistole 10 Meter: 8. Platz
Freie Pistole 50 Meter: Gold

- Wessela Letschewa
Frauen, Luftgewehr 10 Meter: 20. Platz
Frauen, Sportgewehr Dreistellungskampf: 11. Platz

- Nonka Matowa
Frauen, Luftgewehr 10 Meter: 36. Platz
Frauen, Sportgewehr Dreistellungskampf: 14. Platz

- Emil Milew
Schnellfeuerpistole 25 Meter: 4. Platz

- Diana Jorgowa
Frauen, Luftpistole 10 Meter: 42. Platz
Frauen, Sportpistole 25 Meter: 28. Platz

### Schwimmen
- Iwan Angelow
100 Meter Rücken: 39. Platz
200 Meter Rücken: 40. Platz

- Simeon Makedonski
100 Meter Schmetterling: 38. Platz

- Georgi Palasow
200 Meter Schmetterling: 40. Platz
400 Meter Lagen: 40. Platz

- Petar Stojtschew
400 Meter Freistil: 34. Platz
1500 Meter Freistil: 30. Platz

- Krassimir Sachow
100 Meter Brust: 58. Platz

- Iwanka Moraliewa
Frauen, 200 Meter Freistil: 34. Platz
Frauen, 400 Meter Freistil: 30. Platz
Frauen, 800 Meter Freistil: 20. Platz

### Segeln
- Irina Konstantinowa
Frauen, Windsurfen: 24. Platz

### Turnen
- Jordan Jowtschew
Einzelmehrkampf: 8. Platz
Mannschaftsmehrkampf: 12. Platz in der Qualifikation
Boden: Bronze 
Pferdsprung: 39. Platz in der Qualifikation
Barren: 15. Platz in der Qualifikation
Reck: 29. Platz in der Qualifikation
Ringe: Bronze 
Seitpferd: 33. Platz in der Qualifikation

- Christian Iwanow
Einzelmehrkampf: 76. Platz in der Qualifikation
Mannschaftsmehrkampf: 12. Platz in der Qualifikation
Pferdsprung: 76. Platz in der Qualifikation
Barren: 43. Platz in der Qualifikation
Reck: 18. Platz in der Qualifikation
Ringe: 55. Platz in der Qualifikation

- Dimitar Luntschew
Einzelmehrkampf: 24. Platz
Mannschaftsmehrkampf: 12. Platz in der Qualifikation
Boden: 51. Platz in der Qualifikation
Pferdsprung: 45. Platz in der Qualifikation
Barren: 43. Platz in der Qualifikation
Reck: 50. Platz in der Qualifikation
Ringe: 64. Platz in der Qualifikation
Seitpferd: 71. Platz in der Qualifikation

- Mladen Stefanow
Einzelmehrkampf: 79. Platz in der Qualifikation
Mannschaftsmehrkampf: 12. Platz in der Qualifikation
Boden: 48. Platz in der Qualifikation
Pferdsprung: 37. Platz in der Qualifikation
Ringe: 68. Platz in der Qualifikation
Seitpferd: 65. Platz in der Qualifikation

- Wassil Wezew
Einzelmehrkampf: 64. Platz in der Qualifikation
Mannschaftsmehrkampf: 12. Platz in der Qualifikation
Boden: 68. Platz in der Qualifikation
Barren: 58. Platz in der Qualifikation
Reck: 73. Platz in der Qualifikation
Ringe: 73. Platz in der Qualifikation
Seitpferd: 67. Platz in der Qualifikation

- Dejan Jordanow
Einzelmehrkampf: 62. Platz in der Qualifikation
Mannschaftsmehrkampf: 12. Platz in der Qualifikation
Boden: 72. Platz in der Qualifikation
Pferdsprung: 74. Platz in der Qualifikation
Barren: 51. Platz in der Qualifikation
Reck: 74. Platz in der Qualifikation
Seitpferd: 56. Platz in der Qualifikation

### Volleyball (Beach)
- Zwetelina Jantschulowa
Frauenwettkampf: 17. Platz

- Petja Jantschulowa
Frauenwettkampf: 17. Platz